# Дьяченко, Антонина Остаповна
Антонина Остаповна Дьяченко (18 января 1926, Глобинский район, Кременчугский округ, Украинская ССР, СССР — 30 сентября 1992, посёлок Урожайное, Волновахский район, Донецкая область, Украина) — доярка совхоза «Макстрой» Великоновосёловского района Донецкой области, Украинская ССР. Герой Социалистического Труда (1971).

## Биография
Родилась в 1926 году в крестьянской семье в одном из сельских населённых пунктов Глобинского района Кременчугского округа (ныне на территории Кременчугского района Полтавской области). В послевоенное время трудилась полеводом, на ферме в совхозе «Керменчик» Великоновосёлковского района, затем с 1963 года — в совхозе «Макстрой» Великоновосёлковского района. С 1966 года — доярка в этом же совхозе. Первое время обслуживала 18 коров. Через год довела получение от каждой из них по 2800 килограммов молока. Затем ухаживала за 20 фуражными коровами и по итогам Восьмой пятилетки (1966—1970) довела свой трудовой результат до пяти тысяч килограмм от каждой коровы.
Указом Президиума Верховного Совета СССР от 8 апреля 1971 года удостоена звания Героя Социалистического Труда за «выдающиеся успехи, достигнутые в развитии сельскохозяйственного производства и выполнении пятилетнего плана продажи государству продуктов земледелия и животноводства» с вручением ордена Ленина и золотой медали «Серп и Молот» (№ 17595).
После выхода на пенсию проживала в посёлке Урожайный Великоновосёлковского района. Умерла в сентябре 1992 года.